# Eigenmannia desantanai
Eigenmannia desantanai é uma espécie de peixe sternopígido de água doce do gênero Eigenmannia. Distribui-se em ambientes aquáticos de América do Sul.

## Taxonomia
Esta espécie foi descrita originalmente no ano de 2015, pelos ictiólogos Luiz Antônio Wanderley Peixoto, Guilherme Moreira Dutra e Wolmar Benjamin Wosiacki.
Pertence ao “grupo de espécies Eigenmannia trilineata”, cujos integrantes se caracterizam por apresentar a banda no flanco no sector medial superior. Tradicionalmente as populações deste taxón eram referidas como E. trilineata em sentido amplo, que ficou reduzida às águas mais temperadas da bacia do Prata (rio Paraná inferior e Rio da Prata).
Foi distinta das demais espécies do gênero por características únicas merísticas, morfométricas, osteológicas e por seu padrão de coloração.

## Morfologia
Possui um corpo em forma de faca comprimida; não apresenta nem barbatanas pélvicas nem dorsal, sendo a barbatana anal extremamente longa e ondulante para lhe permitir se mover tanto para frente como para trás. Também possuem um órgão que gera descargas elétricas.

## Distribuição e habitat
Esta espécie distribui-se no centro de América do Sul, sendo endêmica do rio Cuiabá, no Brasil, curso fluvial integrante da bacia do rio Alto Paraguai, que por sua vez faz parte da bacia do Prata.